# 銀河鉄道999
『銀河鉄道999』（ぎんがてつどうスリーナイン、Galaxy Express 999）は、松本零士作のSF漫画、およびそれを原作としたテレビアニメ番組、アニメ映画である。略称は「999（スリーナイン）」。
本項ではこのうち、主として漫画作品と関連作品について述べる。アニメ番組、アニメ映画の詳細については「銀河鉄道999 (アニメ)」を参照のこと。

## 概要
1977年から1981年にかけて、少年画報社「少年キング」にて、同誌の看板作品として連載された。ヒットコミックス全18巻。第23回(1977年度）小学館漫画賞を受賞した松本零士の代表作。連載中にテレビアニメ化、劇場アニメ化されて大ヒットしてアニメブームの原点を確実なものとし、『宇宙戦艦ヤマトシリーズ』とともに昭和50年代の松本零士ブームをも巻き起こし、当時のアニメブームとともに松本ブームの頂点となった作品である。
1981年9月に連載を終了して、当初はこれをもって完全に完結し続編はないとしていた。
その後もイベント向けの番外編的な短編映像化は行われていたが、1996年になって小学館「ビッグゴールド」誌上で続編の連載が始まる。1999年の「ビッグゴールド」誌の休刊後は、「ビッグコミック」を経てWebで不定期連載し、松本は999話まで描きたいとしていた。
関連書籍となる「松本零士大解剖 無限の零次元宇宙編」では、「少年キング」版を「アンドロメダ編」、1996年からの新作を「エターナル編」と分けている。エターナル編は1998年に劇場アニメ化されて、ストーリーの完結までを描くその続編が1999年に劇場アニメとして公開される予定だったが頓挫している。
宮沢賢治の『銀河鉄道の夜』とモーリス・メーテルリンクの『青い鳥』をヒントに執筆が始められた。タイトルの999には、大人の1000になる前で未完成の青春の終わりという意味が込められている。
物語の枠組みは『銀河鉄道の夜』に登場する銀河鉄道を元にしているが、列車や運行システムの細部は日本の旧国鉄をモデルとしている。松本自身が『銀河鉄道の夜』『青い鳥』とともに、SLの引く列車に乗って東京へ行った青春時代の体験が基になっていることを述べている。
松本は物心ついた頃には既に宇宙について興味があったという。京都産業大学の創設者である荒木俊馬著の『大宇宙の旅』を小学生の時に読んだことで、後の漫画家人生を歩む上で大きく影響を受けたという。『銀河鉄道999』の主人公の氏名は「星野鉄郎」であるが、『大宇宙の旅』の主人公の氏名は「星野宙一」である。両作の主人公の苗字が「星野」であることは偶然の一致であるが、松本はインタビューで「この本の『星野』という名前が、無意識のうちに自分の中に刷り込まれていたのかもしれません」と語っている。

## 作品解説
本来『宇宙海賊キャプテンハーロック』（以下、『ハーロック』）とともにアニメの企画であった。1976年秋に東映動画（現・東映アニメーション）からテレビアニメ『惑星ロボ ダンガードA』への参加を要請された際、ロボットアニメに気乗りしなかった松本がこの2つの企画を東映動画に逆提案し、松本自らが企画書を作成してテレビ局にも売り込んだがアニメ化は実現に至らず、ちょうど「少年キング」から連載依頼があり、『ハーロック』にも同様の話があったことからそれぞれ漫画連載していたところ、松本零士も関わった『宇宙戦艦ヤマト』のブームが到来。両作品とも1978年からテレビアニメ化された。連載開始時は全10回の予定だった。10話分を描き溜めて編集部に渡してアフリカ旅行に旅立って1977年1月から連載スタート、帰国すると予想外の人気で連載を何回でもやるように言われ、220回、5年に及ぶ連載になった。
元々『銀河鉄道999』『ハーロック』『クイーン・エメラルダス』は同一の物語として構想していたところ、アニメ化・漫画化の際に別々の物語として再構成したものである。
大ヒットした本作は「少年キング」後期の代表作ではあったが、松本がアニメ制作に時間を取られて掲載されないことが何度もあったため、単行本の売れ行きこそ非常に良かったものの同誌の部数を増加させるまでには至らなかった。同誌では銀河鉄道のパスのプレゼント企画が実施され、40万か50万の応募があったという。
前述のように1981年9月の原作終了と同年夏公開『さよなら銀河鉄道999 アンドロメダ終着駅』をもって作品のテーマを完全に描き終わったことから、これで本作は完結したとし、それを無理につなげて創作するのは「デッチあげ」であってもう2度と作らないとしていたが、1988年に再映画化について取材されると「ぜひまたやりたいと考えている」と意欲を見せ、1991年頃のインタビューで「999号そのものの旅が終わったわけじゃないんです」として、主人公星野鉄郎のドラマが完結している問題がクリアされたらという前提で新シリーズに含みを持たせた。
そして1996年よりエターナル編の執筆が開始された。松本は続編執筆の理由を2004年のインタビューで、地球にまだ平和が訪れておらず結末をまだ描いていないからと説明した。エターナル編は2004年までに41話が掲載され、2005年の松本の漫画家50周年を記念した「ビッグコミックスペリオール」の増刊に描き下ろしの4話が掲載されたのを最後に新エピソードが描かれず、伏線の多くは回収されないままとなっている。エターナル編は劇場アニメ版第2作の設定が取り込まれているために、原作アンドロメダ編からの純粋な続編ではない。ただし単行本ではアンドロメダ編の続きの巻として番号が割り振られて刊行されている。
アンドロメダ編では松本の他作品からの出演はあくまでゲストの範囲内であったが、このエターナル編からは、松本によって積極的に世界観の拡大や設定の変更が行われ、他作品『ハーロック』『クイーン・エメラルダス』『新竹取物語 1000年女王』『ニーベルングの指環』といった作品と物語がリンクし、キャラクターはゲスト出演の範疇を超えて頻繁に登場するようになり、メーテルとエメラルダスの関係に至っては漫画のアンドロメダ編とそれを基にしたテレビアニメでは「ライバル」だったが、エターナル編では「双子の姉妹」に変更されている。
2008年発行のゲーム情報誌『ファミ通』999号でも、999という数字に合わせて銀河鉄道999を題材とした表紙を描き下ろした際のインタビューにおいてエターナル編についても触れ、最終話の構想について「エンドマークはまだつけていない」「連載は終了ではなくあくまで中断」「自分の物語は時空を越えて全て繋がった一つの世界で時の輪をめぐる物語として描いている」と語っている。
2012年、2013年に和智正喜の小説『GALAXY EXPRESS 999 ULTIMATE JOURNEY』が発表された。これは製作が頓挫した『銀河鉄道999 エターナル・ファンタジー』完結編のプロットをベースに、宇宙戦艦ヤマトおよびアニメ企画『新宇宙戦艦ヤマト』→『グレートヤマト』、さらにはアニメ企画『Cosmo Super Dreadnought まほろば -超時空戦艦-』の設定も巻き込んで再構築されている。なお、この小説の設定が『宇宙海賊キャプテン・ハーロック〜次元航海〜』にも反映されている。
2018年には『松本零士 生誕80年記念企画』として、エターナル編のリブート的位置づけの『銀河鉄道999 ANOTHER STORY アルティメットジャーニー』が、島崎譲の手によってチャンピオンRED誌で連載を開始した。この作品は上記の小説の設定を取り入れつつ『さよなら銀河鉄道999 アンドロメダ終着駅』の一年後を舞台とした明確な劇場版旧2作品の続編として描かれており、松本の描くエターナル編と別系列であることからタイトルに「ANOTHER STORY」と付けられている。

## 構成
999号が停車する1つの惑星につき1つのエピソード、という短編の連作で基本的に構成されている。

### アンドロメダ編
メーテルとともに999号に乗り、アンドロメダ星雲にあるという機械の体をタダでくれるという星に到着するまでの鉄郎の旅を描く。
アンドロメダ編に関しては、原作・テレビアニメ版と長編の劇場版2作品とではやや世界観が異なっている。
原作およびテレビアニメ版では、人間の愚かさや孤独、弱さや、経済格差や実力社会を背景としたこの世の不条理を題材にしたエピソードが多く見られる。またその世界観の中には、人間の歴史から得られる教訓を下地にしたと考えられるものも多い。加えて全般的にノスタルジアを強く感じさせる構成となっており、列車にSLが起用されていることをはじめ、メーテルが母親像に投影されたり、日本の下町や自然の風景が再現されている惑星があったりと、SF作品としての「未来」というテーマと対比させるように、劇中に「懐かしい」という言葉が幾度となく登場する。
劇場版では、前記のような世界観を一部踏襲しながらも、冒険活劇、青春ものの作品としてのまとまりがより強くなっている。
また一貫して、「生きるとは何か」「永遠に生きることは果たして本当に幸せなのか」といった人生観の模索が大きなテーマとなっている。

### エターナル編
アンドロメダ編から1年後が舞台。鉄郎が再びメーテルとともに999号に乗り、アルテメータ星系にあるという終着駅・エターナルに到着するまでを描く。
アンドロメダ編が原作、テレビアニメ版、劇場アニメ版とそれぞれが別の展開をし、異なる結末を迎えており、本作は漫画という表現形態でありながら、原作アンドロメダ編の直接の続編ではなく劇場版の続編と取れる表現があり、はっきりとはしていないためエターナル編については色々な解釈がされている。実際に構成に当たっては漫画、テレビアニメ、アニメ映画のどれからでも矛盾が極力小さくなるように、いずれのメディアによるアンドロメダ編で展開された多くのシチュエーションとも、ほとんど連鎖していない描写となっている。
映画版から引き継いでいる要素
- エメラルダスは大きく体調を崩している描写はない。原作のアンドロメダ編およびテレビ版では病に冒され、余命いくばくもないと語られる。ただし「エターナル編」とリンクしている『ニーベルングの指環』第一部では、メーテルがエメラルダスの体を気遣うシーンがある。
- 機械化人が死滅した理由について鉄郎が言及しているシーンで、惑星大アンドロメダからのエネルギーカプセルの供給が止まって地球の機械化人は全滅したと語られており、映画第2作で機械化人の食糧として登場したエネルギーカプセルの設定を踏まえたものとなっている。
- 鉄郎が戦士の銃を再び手にした際に、トチローの遺志を受け継ぐ旨を語っている[注 4]。
- ハーロックが機械帝国を倒すのに共に戦った盟友になっている[注 5]。

原作アンドロメダ編（テレビアニメ版）から引き継いでいる要素
- この旅を「二度目の旅」と語っている[注 6]。
- 鉄郎の容姿・背格好[注 7]。
- 鉄郎の背中に化石化惑星で斬りつけられた際の大きなサンマ傷がある[注 8]。
- 鉄郎がラーメンの魅惑に抗えない無類のラーメン好き[注 9]。
- メーテルは「本当の私」の姿を併せ持つ体として描かれている。持ち歩いているトランクも中を覗いた者が死に追い詰められる特殊な物。
- クレアが死んだのは小惑星帯（亡霊）トンネルである[注 10]。
- 鉄郎はアンタレスがまだ生きていると思っている。

なお、原作アンドロメダ編における終着駅・惑星大アンドロメダの末路について、メーテルの台詞でアンドロメダ星雲の真の中心である「光さえも抜け出せない超重力の墓場に引き込まれて」と言及されていたが、エターナル編では冥王星でのメーテルの台詞で「惑星大アンドロメダはブラックホールに吸いこまれ滅亡した」とより踏み込んだ表現となっており、テレビアニメ版の終着駅・惑星プロメシュームと同様の末路をたどったことが語られている。
ヘルマザリアについては、彼女が息を引き取る直前に頼まれた願いをふいにした形で、悩む鉄郎を見るに見かねたのかメーテルはその直後鉄郎にそれを伝えているが、鉄郎はのちにヘルマザリアの子供たちと出会った際、そのことを忘れて生きているはずだと思っているなど、矛盾点もある。

## あらすじ
舞台は、銀河系の各惑星が銀河鉄道と呼ばれる宇宙空間を走る列車で結ばれた未来世界（テレビアニメ版では第1話冒頭のナレーションで西暦2221年と設定）。宇宙の多くの裕福な人々は機械の身体に魂を移し替えて機械化人となり永遠の生を謳歌していたが、貧しい人々は機械の身体を手に入れることができず、機械化人の迫害の対象にされていた。そんな中、機械化人に母親を殺された主人公の星野鉄郎が無料で機械の身体をくれるという星を目指し、謎の美女メーテルとともに銀河超特急999号に乗り込む。

## 登場人物
※キャストは特記なき場合、テレビ版のものである。テレビドラマ版の演者については、#テレビドラマの節を参照。
星野鉄郎
声 - 野沢雅子
本作の主人公。機械の体をタダでくれるという触れ込みの星へ行ける銀河超特急999号のパスをメーテルから貰い、彼女とともに999号で旅をすることとなる。
劇場版の鉄郎は原作・テレビ版と容姿が大きく異なるが、これは既に放送していたテレビ版とは別の『999』を作ろうということによる。
メーテル
声 - 池田昌子
本作のヒロインで、もう一人の主人公。鉄郎を999の旅へと誘う謎の美女。鉄郎の母によく似た風貌をしている。作品や関連商品でのジャケットイラストなどでは鉄郎ではなく、彼女を描いていることの方が圧倒的に多く、ある意味「主人公以上の存在」ともいえる立ち位置にある。
車掌
声 - 肝付兼太
999号で勤務している車掌。性格はまじめで、客へのサービスは忘れない。目以外の肉体的外見をうかがうことは出来ない。連載初期には規則には大変厳しく、鉄郎・メーテルに変装しパスなしで乗り込もうとした親子を999号から放り出したことがあった。
機関車 / C62 48号機 / C62 50号機(テレビアニメ版)
声 - 山田俊司→戸谷公次 / 柴田秀勝（劇場版第2作） / 山寺宏一（劇場版第3作）
999号の客車を牽引する機関車（C62形蒸気機関車）であり人格を持っている999号のコンピューター（人工知能）。プライドが高い。しかし、アニメ版でメーテルに逆らえなかったシーンがある。牽引機関車は原作及び劇場版では実際に存在した48号機であるが、テレビアニメ版のみ架空の50号機となっている。
謎の声
声 - 田中崇（後の銀河万丈） / 納谷悟朗（劇場版第1作） / 松本零士（WEBアニメ 不滅の空間軌道）
メーテルに指示を下す謎の声。物語の終盤で正体が明らかとなる。
鉄郎の母 / 星野加奈江
声 - 坪井章子 / 滝沢久美子（不滅の空間軌道）
雪の晩、鉄郎とメガロポリスに向かう途中のところを機械伯爵に襲われ、物語冒頭で射殺されてしまう。
テレビアニメ版では鉄郎の回想などを通じてたびたび登場している。
機械伯爵
声 - 柴田秀勝 / 中村秀利（不滅の空間軌道）
鉄郎親子を襲った機械化人。生体人狩りが趣味で、鉄郎の母をライフルで射殺したあと、彼女をハンティング・トロフィーにして自宅の応接間に飾り、仲間と祝杯を挙げていた。そこを復讐に来た鉄郎によって仲間共々皆殺しにされ、彼の屋敷は火をかけられたことにより灰燼に帰した。
劇場版第1作では機械化人の英雄とされ、宇宙を渡り歩くことのできる城・時間城のボスとして鉄郎の前に立ちはだかるため、終盤直前までにおける鉄郎の宿敵として登場するメインキャラだが、テレビアニメでは加奈江を殺害した敵である点は同じだが、上述のように早々に鉄郎に殺されて第1話でいきなり物語から退場するゲストキャラ的な扱いになっている。
惑星ヘビーメルダーの歌姫リューズ（声 - 小原乃梨子）を愛人としている。
『メーテルレジェンド』にも登場している。
アンタレス
声 - 今西正男 / 久松保夫（劇場版第1作） / 糸博（1997年のラジオドラマ） / 郷里大輔（プレイステーション用ゲーム松本零士999 〜Story of Galaxy Express 999〜） / 佐藤正治（DS）
999を襲った列車強盗。正真正銘の生身の人間であり、その体には数多くのエネルギー弾が不発弾となってめり込んでいる。999をトレインジャックして自分の住処とする小惑星へと進路を変更させた。鉄郎がタイタンで手に入れた戦士の銃のメンテナンスを行い、彼に「命乞いされようとも、心を鬼にして、撃たれる前に撃て」という宇宙で生き抜くための非情の掟を説いた。体内の不発弾はいつ爆発してもおかしくない状況だが特に気にしている様子はなく、「いつかこいつら（不発弾）が爆発しておれはなにも残さず、消し飛ぶのだ」と言って笑い飛ばすという豪快さも見せる。
たくさんの子供を持つ父親であり、2ヶ月以上家に帰っていなかった。テレビ版では、機械化人から物資を奪おうとした際に妻を殺されたことが語られ、メーテルと再婚しようとしたが断られた。
劇場版第1作ではタイタンにアジトを持つぶどう谷の山賊のボスとして登場し、機械伯爵に親を殺された孤児たちを養っていた。原作やテレビ版に比べ体型もスリムになり、風貌も精悍になっている。孤児たちの仇を討つべく、母の仇討ちのため機械伯爵の時間城に乗り込んだ鉄郎の救援に駆けつけた。メーテルが只者ではないことに気づいており、気をつけるよう鉄郎に遺言する。
この劇場版では最期を遂げており、機械伯爵とリューズが逃げ込んだ防弾ガラスに張り付き、体内の不発弾を爆発させてその言葉どおり肉体は跡形もなく消し飛んでいる。
クレア
声 - 川島千代子 / 麻上洋子（劇場版第1作） / 皆口裕子（劇場版第3作）
クリスタルガラス製の機械化人。生身の体を買い戻すため、999のアルバイトのウェイトレスとして働いている。体内エネルギーの振動を強くして、その体をホタルのように発光させることもできる。小惑星帯トンネルで鉄郎を助けるために体を砕け散らせて死亡した。原作では、このときに鉄郎が持っていたクレアの体の破片が、終着駅で鉄郎の危機を救うキーアイテムとなる。エターナル編では何者かにより再生され、999の食堂車に勤務している（メニューの表紙には"CLAIR RESTAURANT 999"と表記されている）。停車する星の情報説明やアドバイスを車掌に代わって鉄郎にすることがある。元の身体は冥王星に保管されていたが、何者かに盗まれてしまう。
劇場版第1作では小惑星帯トンネルを無事に通過したので終盤まで登場する。鉄郎に恋心を抱くも、鉄郎がメーテルに好意を持っていることに気付いて思い悩む姿が随所で見られた。
終盤、鉄郎を殺害しようとしたプロメシュームの半身を、自らの命と引き換えに破壊して砕け散った。
機械化人では珍しい、人の心を無くさずに維持している稀有な存在であり、同時に身体がクリスタルガラスで出来ているという点においても他の機械化人とは異彩を放っている。
原作も劇場版第1作も主人公を救う為に命を捧げる乙女であり、物語の根幹に関わる準ヒロインとして扱われている。
ただし、プロメシュームの側近の一人であるミライもクレアと同様にガラスで出来た身体をしている。
その優しい人柄ゆえに鉄郎からの信頼も篤く、鉄郎からは「クレアさん」と「さん」付けで呼ばれることもある。鉄郎は「同じ機械体なのに冥王星のシャドウより暖かい感じがする」と評し、メーテルに「鉄郎が好意を持っているからかもね」と冷やかされていた。
『松本零士999 〜Story of Galaxy Express 999〜』では冥王星の氷の墓に保存されているクレアの元の身体が描かれている。
シャドウ
声 - 信沢三恵子 / 藤田淑子（劇場版第1作）
冥王星の墓守を務める機械化人で、「迷いの星のシャドウ」と呼ばれている。機械の体にはなったものの、生身の体のときの顔ほどの美しさには及ばなかったため、顔はのっぺらぼうである。
機械の体になったことを後悔している。美しい生身の体に戻りたい一方で永遠の命も捨てがたく、迷い苦しんでいた。テレビ版では、生身の体に戻るために必要な鉄郎の魂を奪おうとして彼に母親の幻を見せ、メーテルから引き離そうとしていた。劇場版第1作では一人身の寂しさに耐えられずに鉄郎を狙うが、メーテルに自分の中の迷いを指摘されて断念した。劇場版第2作では、999は冥王星に停車せず、通過するだけであったが、999を見上げる姿で1カットのみ登場している。
エターナル編では冥王星でホテルシャドウを経営をしており、シャドウ夫人と呼ばれている。
リューズ
声 - 北浜晴子 / 浅野真澄（DS）
重力の底にある家で暮らす機械化人で、時間を操る能力を持つ。これにより333号を脱線させ、車内の時間を進めて333号の乗客を白骨に変えた。列車脱線の常習者で、999号で20台目になると語っている。1人暮らしの寂しさから鉄郎を自分の家に連れて行き、同居を条件に機械の体を与えると鉄郎に言うがそれを拒否される。リューズは機械の体になったいきさつを話してなおも鉄郎に同居を迫ったが、鉄郎の固い意志を見てそれをあきらめ、鉄郎がいつかメーテルをとるか自由をとるかで悩む時が来ることを話し、彼を解放した。
リューズが語ったところによれば、彼女は500年前に交際していた男性の言うがままに自分の肉体を機械の体にした結果、このような体になった挙句にその男性から捨てられたとのことであり、テレビ版ではその様子が詳しく描かれた。これにより彼女がかつてフラメンコの踊り手であったこと、交際していた男性の名がクロック男爵（声 - 徳丸完）であることなどが明かされた。
ニセハーロック / 影男
声 - 安原義人 / 大塚明夫（1997年のラジオドラマ） / 井上真樹夫（松本零士999） / 緑川光（DS）
惑星ヘビーメルダーの支配者として君臨する機械化人。影男はアニメでのクレジット表記である。ハーロックの名を騙って悪行の限りを尽くしていた。ニセハーロックと後述するレリューズが登場するエピソード「時間城の海賊」に先行して劇場版第1作が公開されており、時間城はニセハーロックの居城として登場することとなった。また「過去から未来まで渡り歩くことのできる城」というニセハーロックと部下のセリフから、タイムマシンとしても機能することが明らかとなっている。
メーテルの対決の際にも、城内に仕掛けてある落とし穴で鉄郎を母が殺される前の晩にタイムスリップさせるといった卑怯な行為に及んでいるが、最期は愛人のレリューズにも裏切られ自分の体の時間を進められた結果、電子頭脳を残して肉体を消滅させられてしまう。
メーテルのかつての同士・過去共に旅した仲間とも取れるような描写がなされており、電子頭脳だけとなったその姿を見てメーテルは涙を流し、鉄郎に対してニセハーロックもかつては鉄郎のような心を持った若者だったと語っている。
テレビ版では暗所を好み極度に光を嫌う描写が追加されたほか、レリューズに暴力を加えるシーンなども描かれた。メーテルにとっては許すべからざる敵として描かれており、最期を迎えた際にも彼を哀れむような描写はない。ただテレビ版でも、かつてはメーテルとともに宇宙に正義を取り戻そうとした同士だったことがメーテルの弁で語られ、彼女を裏切って多くの仲間を死に追いやった卑怯者とされている。またメーテルの先手を常に取り続け、彼女に反撃のチャンスを与えなかったとも語られている。
レリューズ
声 - かおりくみこ / 小林優子（1997年のラジオドラマ）
ヘビーメルダーの酒場の歌姫で、ニセハーロックの愛人。重力の底を住処とするリューズの姉であり、彼女もまた機械化人である。タイムスリップの能力を持ち、時間の流れの中を移動できる。外見的には若い女性のように見えるが、妹のリューズが500歳以上であることから彼女も相当に高齢であることは確かである。
劇場版第1作に登場した機械伯爵の愛人・リューズに相当するキャラクターで、歌詞から劇場版のリューズが歌う「やさしくしないで」を酒場で歌っていることがわかる。メーテルの後を追う鉄郎を時間城へと連行するが、時間の流れの中へと落下させられた鉄郎を連れ戻す。最期はニセハーロックを裏切り、自分達と時間城の時間を進めて城と運命をともにした。
テレビ版では「想い出なみだ色」を歌っている。また、妹のリューズがいなくなってからニセハーロックと出会うまでのいきさつも描かれた。原作では彼女が最期を迎える描写はなく、時間城崩壊後の描写もニセハーロックについてメーテルが言及しているのに対し、テレビ版ではレリューズのほうに描写が割かれている。崩壊する時間城の中でギターを弾き「想い出なみだ色」を歌いながら肉体が朽ち果てていく様子が描かれ、劇場版の時間城崩壊シーンを踏襲するものとなっている。後に残された時間城の残骸から鉄郎がレリューズのギターを見つけ出し、酒場に戻ってきて彼女のギターを酒場のマスターに渡すシーンも描かれた。
S・F・メタルメナ
原作にのみ登場するクレアの後任のウェイトレス。口が大きめな姉御な風貌の機械化人。言動はかなり乱暴で鉄郎の「戦士の銃」を999号の車内で撃ったりもしていたが、結果的に鉄郎を助けるものとなっている。感謝すると皮肉や憎まれ口で返す性格で謎は多い。数話連続で登場し物語の中からも外からも意味深な存在であったが、その後はなかったことのように姿が見えない。
劇場版第2作にもメタルメナ（声 - 麻上洋子）という機械化人が登場するが、クレアの後任と機械化人という設定以外に特に共通点はない。
プロメシューム
声 - 来宮良子 / 寺瀬今日子（DS）
メーテルの母にして機械帝国の女王。終着駅で鉄郎を待つ。機械の体による人間の機械化のみならず、全宇宙の機械化を進めている。
メノウ
声 - 坪井章子（1997年のラジオドラマ） / 江森浩子（松本零士999）
原作におけるプロメシュームの側近を務める機械化人で、アニメには登場しない。クレアの母で、彼女の体をクリスタルガラスにした。クレアの弁によれば見栄っ張りとのことである。これから機械の体になる生身の人間への配慮から、先入観を持たせないために顔はのっぺらぼうで黒い体をしている。
終着駅近くの通過駅「予約カタログ」にて、機械の体のカタログ配達人として鉄郎の前に現れる。終着駅の一つ手前の臨時停車駅「最後の晩餐」では、若い女性を装い鉄郎の行動を観察していた。

### エターナル編からの登場人物
※劇場版第3作『エターナルファンタジー』に登場したキャラクターは、声優も併せて記載している。
電子妖精カノン
声 - 戸田恵子
人型をした999のパーツ。999のアバター的存在であるが、独自の自我を持つ。パーツであるために機関車の外には出られないとされていたが、運命(ディスティニー)発車前に客車から顔を出すカノンの姿が確認できる。
ミーくん
地球で監禁されていた鉄郎と同居していたトラ猫で、ともに999号に乗り込んだ。
ダークィーン
エターナル編での敵役。メタノイドを支配して、有機生命体の絶滅を進めている。ただし、非業の死を遂げた惑星アフロダイテの兵士に対し涙を見せたり、自分の体内に招いた鉄郎に対し、危害を加えたり心を読んだりすることはなかったことから、冷酷非道な悪役ではないことがうかがわれ、メーテルも彼女のことを「悪人ではない」と評している。そのメーテルについては、「ぶつかれば自分の宇宙を道連れにする可能性がある」として直接対決を避けているふしがある。また、支配下に置いているメタノイドについても、「いつか自分を裏切らないとも限らない」と悟っている。（実際、その後、ヘルマザリアの子供の一人・ロウエルを含む一部のメタノイドが、ダークィーンに抵抗活動を行っていることが示唆されている）
ボルカザンダIII世
声 - 梁田清之
ダークィーンの命令により地球を奪い、地球を消滅させた張本人。原作ではヘルマザリアの上官で誇り高い武人とされているが、劇場版ではエターナル編冒頭に登場した地球総統と同一人物となっており、999号を逃がした責任を取らされてヘルマザリアに処刑された。
イーゼル
声 - 日髙のり子
惑星ブライトリングファイアフライ（輝く蛍の輪）にある、ただ一軒の温泉宿の女将。父親（声 - たてかべ和也）と二人暮し。
惑星がダークィーンの手により破壊、消滅させられたために運命をともにすることとなった。
ヘルマザリア
声 - 榊原良子
ダークィーンに忠誠を尽くしているメタノイドの女戦士で、「地獄の聖母騎士」とよばれる。鉄郎と対決して倒された。ロウエルとティア（メウエル）という2人の子供がいたため、鉄郎は彼らと会ったことで自分の母を殺した機械伯爵と同じことをしてしまったと思い、悩むこととなった。後にロウエルはダークィーンとの戦いで戦死し、ティアはヘルマザリアに似た容姿に成長して、惑星「ポイズン」で鉄郎と再会する。
『ニーベルングの指環』にも登場している。
レギュラーキャラクターは非常に少なく、鉄郎、メーテル、車掌の3人だけである（エターナル編からはカノンとクレア、ミーくんもレギュラー化）。これはゲストキャラクターによる比重が大変高いストーリー構成となっているためである。
原作ではあまり表に出てこなかったハーロックやエメラルダスなど他の松本作品に登場するキャラクターも、劇場版では前面に出て活躍する。なお、エターナル編では劇場版同様、両者は主要キャラクターとして登場し、アンドロメダ編に比べ鉄郎達との関わりも増えている。
原作者の松本は登場人物について、劇場版第2作を特集したロマンアルバムでの、ファンに向けたメッセージで「ハーロックやエメラルダス、メーテルなど、作中に登場するキャラクターは敵であるプロメシュームも含めてみんな鉄郎にとって“人生の師”なんです」と語っている。

## 作品世界解説
銀河鉄道株式会社
宇宙空間を走行する、全ての鉄道を統括する民営の鉄道会社。その空間鉄道網は宇宙全域に渡って広がっており、宇宙旅行における交通手段として重要な位置を占める。加えて独自の軍事権・警察権を有し、運行路線や車両への危険を排除するためなら惑星を破壊することも辞さないほどである。
銀河超特急999号
本作の主役メカで、銀河鉄道の運行列車の中では最速の特急列車として登場する。外見は心安まる旧式のC62蒸気機関車を模しているが、外宇宙の遺跡から発見された技術などを導入して作られた超近代化宇宙列車である。
停車駅
毎話登場する、999号の停車駅。テーマの大体は1つの惑星につき1つのエピソードとなる。テレビアニメ主題歌の2コーラス目の歌詞で「星は宇宙の停車駅」とあるように999号の停車駅は惑星であるが、宇宙海賊の襲撃などで生じるトラブルで本来の停車駅以外の場所に停車することもある。各惑星に住んでいる人間については詳しく語られないが、エピソードの1つに登場する〈卑怯者の長老星〉はメーテル曰く、歴史が古い植民星とされ、アニメオリジナルエピソードの「昆虫惑星の螢子」でも“人が移り住んだ”と発言している場面もあり、本作に登場する惑星に住んでいる住民は地球から各惑星に移り渡った移民が多いが、その星に元来住んでいる先住民しかいない惑星も存在する。
戦士の銃 / コスモドラグーン
作品世界に関わる重要アイテムの一つ。星野鉄郎は999号での旅の途中、土星の衛星タイタンでこの銃を手に入れている。
誤解されがちだが、原作およびテレビアニメ版では機械伯爵を倒したのは別の銃である。これは鉄郎がメーテルから借りたレーザーライフルであり、タイタンに住んでいたトチローの母からは「戦士の銃に比べればおもちゃ同然」とまで言われてしまうような代物である。
機械帝国
メーテルの母・女王プロメシュームの手により建国された強大な帝国。プロメシュームが自らの理想を実現するべく、機械の体になることで永遠の命を実現し、死の恐怖を克服した者達が悠久の時を過ごす理想郷を形にしたものである。その首都である大母星は機械化人の故郷であり、アンドロメダ星雲の中心に位置している。

## 単行本
- 少年画報社 ヒットコミックス『銀河鉄道999』
  - 全18巻：アンドロメダ編、オリジナル。絶版。
- 少年画報社 漫画文庫『銀河鉄道999』
  - 1994年発売の文庫版。全18巻：第1 - 12巻がアンドロメダ編、第13 - 18巻がエターナル編。
- 小学館 ビッグコミックスゴールド『銀河鉄道999』
  - 既刊21巻。小学館『ビッグゴールド』への移籍に伴い、1997年より刊行開始。第1 - 14巻がアンドロメダ編、第15 - 21巻がエターナル編。2005年発売の第21巻は外伝『銀河鉄道物語』の収録が主で、鉄郎たちの本編は少ない。
- 小学館叢書 『銀河鉄道999』 小学館叢書
  - 1988年より発売されたハードカバーの愛蔵版。全10巻。
- 『銀河鉄道999』 My First BIG（コンビニコミック版）
  - コンビニエンスストアを販路としたコンビニコミックとして2002年から2003年にかけて発売。既刊28巻。1巻から20巻がアンドロメダ編 21〜28巻がエターナル編。コンビニコミック版には各巻にインタビューが追加された。そのかわり「17億6千5百万人のルンペン星」「絶対機械圏」「ブルーメロンの決闘」「自分以外全部バカ学博士」のエピソードが削除されている。エターナル編第38話まで収録。表紙に巻数表示はなく、かわりにサブタイトルが振られている。
- 小学館クリエイティブ 『銀河鉄道999』 愛蔵版
  - 2014年に“松本零士画業60周年記念出版”と銘打って、『少年キング』連載時のカラーページを再現。全10巻でアンドロメダ編のみを収録。
- 小学館クリエイティブ 新装版『銀河鉄道999』
  - “松本零士デビュー70周年”として2023年より刊行開始。2014年の愛蔵版を底本に、アンドロメダ編・全10巻とエターナル編・全5巻で構成。エターナル編の第5巻には、ビッグコミックスゴールド版で未収録だったエピソードを初収録している。

## アニメ
「少年キング」連載中にテレビアニメおよび劇場用長編アニメが2本、その後エターナル編を下敷きとした中編の劇場アニメなどが製作された。
- テレビシリーズ
  - 銀河鉄道999（1978 - 1981年）
- 映画
  - 銀河鉄道999（1979年）
  - 銀河鉄道999 ガラスのクレア（1980年、東映まんがまつり内の1本として）
  - さよなら銀河鉄道999 -アンドロメダ終着駅-（1981年）
  - 銀河鉄道999 エターナル・ファンタジー（1998年）

上記のテレビアニメや劇場アニメ以外にも、WEBアニメやプラネタリウム上映作品が多数製作されている。

## ラジオドラマ
キリン・ラジオ劇場
テレビアニメ放映以前にニッポン放送で放送されたラジオドラマ。メーテル役は吉田理保子。
シンセサイザーによる宇宙の旅 銀河鉄道999
テレビアニメ放映以前の1978年1月1日から3日の3日連続でNHKラジオで「ガラスのクレア」「思い出星」「真理子の蛍」の3本を放送。
ミュージック・ストーリィー
同じくテレビアニメ放映以前となる1978年4月30日の22:20からNHKラジオ第1放送で放送されたラジオドラマ。番組の進行役は松本零士、鉄郎役と他の男性の声は市村正親、メーテル役は女優の倉野章子、本編冒頭のプラットホームからの出発アナウンスの声は中江真司。音楽は冨田勲、脚色は菅沼定憲。NHK-BS2で2010年8月10日に放送された「全駅停車!銀河鉄道999全部みせます」（第2夜）で松本零士監修のもと原作漫画を加工した形で映像化された。
ふたりの部屋
1978年11月20日から12月1日までNHK-FM放送で月曜日から金曜日の10分の帯番組『ふたりの部屋』の枠で放送。11月20日から23日までが午後10時50分から午後11時、11月24日から12月1日までは午後11時5分から11時15分の時間帯に放送された。全10回。出演者はミュージック・ストーリィーを踏襲した松本零士、市村正親、倉野章子。エピソードは「フィメールの思い出（前編/後編）」「エルアラメインの歌声」「雪の都の鬼子母神」「タイタンの眠れる戦士」「霧の弔い星」「サケザン大陸」「化石の戦士」「海賊船クィーン・エメラルダス （前編/後編）」。
2021年10月1日より全話が全国のNHK各放送局の番組公開ライブラリーで無料公開されている。
オールナイトニッポン
1981年の『さよなら銀河鉄道999』の劇場版公開直前（7月31日の深夜に放送、日付は劇場公開当日の8月1日）に宣伝を意図したオールナイトニッポンのスペシャル番組の番組内で生ラジオドラマとしてニッポン放送で放送。ストーリーは劇場版の途中までで終わる。アニメブームの最中には『宇宙戦艦ヤマト』シリーズなどで同様のスペシャル番組が放送されていた。
ラジオドラマ 銀河鉄道999
アニメ映画『銀河鉄道999 エターナル・ファンタジー』公開に合わせて、1997年10月10日から1998年にかけてニッポン放送の『岩男潤子と荘口彰久のスーパーアニメガヒットTOP10』内で放送され、ABCラジオでも単独番組として放送された。原作から抜粋した全18話。後に3枚のCDにまとめられて発売された。内容はアンドロメダ編を簡略化したものと、エターナル編の冒頭のエピソードを併せたもの。

## 舞台

### 銀河鉄道999 40周年記念作品舞台『銀河鉄道999』〜GALAXY OPERA〜
2018年の舞台作品。1979年に公開された劇場版第1作『銀河鉄道999』のストーリーをもとに、オリジナルシーンを交えて描いた。
キャスト
- 星野鉄郎 - 中川晃教
- メーテル - ハルカ
- 機械伯爵 - 染谷俊之
- リューズ - 矢沢洋子
- クレア - 美山加恋
- シャドウ - 雅原慶
- 大山トチロー - 入野自由
- 車掌 - お宮の松
- トチローの母 / 鉄郎の母 / プロメシューム（声） - 小野妃香里
- アンタレス - 塚原大助
- クイーン・エメラルダス - 凰稀かなめ
- キャプテン・ハーロック - 平方元基

スタッフ
- 脚本：坪田文
- 演出：児玉明子
- 映像演出：ムーチョ村松

#### 日程
- 東京公演（会場：明治座）
  - 2018年6月23日 - 30日
- 北九州公演（会場：北九州芸術劇場大ホール）
  - 2018年7月21日・22日
- 大阪公演（会場：梅田芸術劇場シアター・ドラマシティ）
  - 2018年7月25日 - 29日

### 舞台『銀河鉄道999』さよならメーテル〜僕の永遠
2018年に上演された『GALAXY OPERA』の続編として、2019年に上演。メーテル役は伊波杏樹と木下晴香のダブルキャスト。
キャスト
- 星野鉄郎 - 中川晃教
- メーテル - 木下晴香 / 伊波杏樹
- クイーン・エメラルダス - 凰稀かなめ
- リューズ - 矢沢洋子
- クレア - 美山加恋
- 車掌 - お宮の松
- キャプテン・ハーロック - 平方元基
- 機械伯爵 - 前山剛久
- ドクター・バン（声） - 塚原大助
- プロメシューム - 松下由樹[注 14]

#### 日程
- 東京公演（会場：明治座）
  - 2019年4月20日 - 29日
- 大阪公演（会場：梅田芸術劇場メインホール）
  - 2019年5月10日 - 12日

### ミュージカル

#### 銀河鉄道999 in SKD
松竹歌劇団（SKD）によるミュージカル作品。内容はアンドロメダ編を再構成したもの。国際劇場にて、1980年2月23日 - 3月30日までの期間と、同年9月28日 - 11月30日までの期間で上演。約20万人を観客動員した。その後、ららぽーと劇場で1982年4月29日 - 5月23日の期間で再演が行われた。
キャスト
- メーテル - 高城美輝
- 星野鉄郎 - 滝真奈美
- 車掌 - 万美まこ
- クレア - 梓しのぶ
- アンタレス - 峰かおり
- シャドウ - 星里くらら
- ハーロック - 千羽ちどり
- エメラルダス - 槇かりん
- プロメシューム - 立原千穂
- 機械伯爵 - 奈津このみ

スタッフ
- 演出・脚本：宮島晴彦
- 音楽：渋谷森久、三木たかし
- 振付：松見登、篠井世津子、謝珠栄

#### 銀河鉄道999 透明宮への旅
松竹歌劇団によるミュージカル作品。1986年9月21日 - 10月3日。青山劇場。内容は、アンドロメダ編にもエターナル編にも属さない、完全オリジナル・ストーリー。時代設定は40世紀。人類最後の男性となった惑星ユーフラテスに住む少年「大地巡」が伝説の銀河鉄道999に乗る夢を抱いて旅立つ。しかしその直後にユーフラテスは金属人間メタリオンの攻撃を受けて壊滅。巡は氷の惑星にたどり着きそこで冷凍状態に陥る。6千年後、目覚めた巡の前に現れたのがメーテルだった。メーテルは巡を伝説の銀河鉄道999に誘い、巡は人類再生のためメーテルとともに旅をすることになる。メタリオンの攻撃に晒されながらも、999号は廃墟となった地球にたどり着き、地下深い透明宮に幽閉されていた人類最後の少女を巡が救い出した。2人の少年少女がアダムとイブとなるというストーリー。製作発表会見で松本零士は1987年公開の予定でこのミュージカルをアニメ化する計画があると語っていたが実現していない。
この作品では「メタノイド」のことを「メタリオン」と呼称している。また地下深くに存在する透明宮に閉じ込められた少女ユマは、原作エターナル編の冒頭に登場する、地下深いところで氷漬けになった少女を彷彿させる。
キャスト
- 大地巡 - 丘乃遊莉
- メーテル - 紅エミ
- 車掌 - 夕鶴みき
- ネガの女王 - 立原千穂

- フロイセス - 千羽ちどり
- ハートレス - 初音ひかり
- ゼロ - 星里くらら
- ユマ - 若草久美

スタッフ
- 原作・アートディレクター：松本零士
- 演出・脚本：斉藤耕一
- 作曲：宮川泰、宮川晶
- 作詩：冬杜花代子
- 音響監督：渋谷森久
- 振付：松見登、謝珠栄、田村連

#### GALAXY EXPRESS 999 The Musical
アートスフィアによるミュージカル作品。上演期間は1997年11月5日 - 12月10日。内容はアンドロメダ編を再構成したもの。
キャスト
- 星野鉄郎 - 本田修司
- メーテル - 大浦みずき
- クレア - スージー・カン

- リュウズ - 杏子
- キャプテン・ハーロック - 宮川浩
- 機械伯爵 - 留守晃

スタッフ
- 原作・構成衣装監修：松本零士
- 作曲：シュン・トクラ
- 作詞：ダグラス・A・ブレイフィールド
- 脚本：メラニー・ミンツ
- 演出・振付：ジェームス・ロッコ

- 翻訳・訳詞：松田直行
- 美術：森安淳
- 照明：原田保
- 音響：松木哲志
- 衣装：前田文子
- 舞台監督：高橋司

#### 銀河鉄道999 THE MUSICAL
日本青年館ホールにて2022年4月8日 - 4月18日上演｡ (公演関係者発熱及び体調不良のため4月14、16日 は公演中止)
キャスト
- 星野鉄郎 - 中川晃教
- メーテル - 花總まり[33]（当初は神田沙也加が予定されていたが、開催前に急逝[34]）
- 機械伯爵 - 佐藤流司
- クレア - 梅田彩佳
- 車掌 - 徳永ゆうき
- 大山トチロー - 藤岡正明
- リューズ - 矢沢洋子
- プロメシューム - 松本梨香
- クイーン・エメラルダス - 北翔海莉
- キャプテン・ハーロック - 三浦涼介

スタッフ
- 原作：松本零士
- 演出：小山ゆうな
- 脚本・作詞：高橋亜子
- 音楽：ミッキー吉野

## テレビドラマ
BSスカパー!で2018年6月18日20:00から「銀河鉄道999 40周年記念」として、『銀河鉄道999 Galaxy Live Drama』と題し放送。「Live Drama」とあるとおり、約60分のドラマは生放送となりドラマ終了後、前述した舞台劇版『〜GALAXY OPERA』主演俳優・中川晃教をゲストに迎えた30分のトークパートがある。
キャスト
- 星野鉄郎 - 前田旺志郎
- メーテル - 栗山千明
- 車掌 - 森田ガンツ

- クイーン・エメラルダス - 凰稀かなめ
- 大山トチロー - 橋本じゅん
- 機械伯爵 - 染谷俊之
- アンタレス - 宇梶剛士
- ナレーター - ゴブリン

スタッフ
ドラマパート制作 - ザ・ワークス

## スピンオフ作品
メーテルレジェンド
OVA作品（2000 - 2001年、全2話）。『新竹取物語 1000年女王』と本作を繋ぐストーリー。機械化人や機械の女王プロメシュームの誕生時エピソード、メーテルとエメラルダスの少女時代などが描かれている。
宇宙交響詩メーテル 銀河鉄道999外伝
テレビアニメ作品（2004 - 2005年、全13話）。『メーテルレジェンド』の続編。『銀河鉄道999』（アンドロメダ編）の序章とも言える作品だが、各作品との整合性に難がある表現もみられる。人間と機械化人との抗争開始期のエピソードが描かれている。
銀河鉄道物語
テレビシリーズ第1作『銀河鉄道物語』（2003 - 2004年、全26話）、第2作『銀河鉄道物語 〜永遠への分岐点〜』（2006 - 2007年、未放送2話を含む全26話）、OVA『銀河鉄道物語 〜忘れられた時の惑星〜』（2007年、全4話）が制作された。また、これとは別に松本による漫画版も存在するが、アニメ版と主人公は異なる。『銀河鉄道999』の世界観で、銀河鉄道管理局とその職員を描いた作品。999号はテレビシリーズ第1作の初回に主人公：有紀学（ゆうき まなぶ）の兄：有紀護（ゆうき まもる）が故郷を旅立つときに登場。また、OVA『忘れられた時の惑星』は999号を救出する話で、車掌はもちろんメーテルや鉄郎も登場する。漫画版は、『銀河鉄道999』の単行本に収録されている。
ユマの物語〜シンフォニーNo.V〜
WEB作品。画像付き音声ドラマ。2004年3月26日より『松本零士・ステーション零』で配信。『銀河鉄道999 for PLANETARIUM』から5年後のユマの物語。惑星ヘビーメルダーを舞台に、星野鉄郎が所有していた戦士の銃 (No.4) を受け継ぐことになる少年、ハンマー・レドリルが登場する。
銀河鉄道999 ANOTHER STORY アルティメットジャーニー
島崎譲による漫画（2018 - 2025年、全52話）。『チャンピオンRED』（秋田書店）にて連載。『さよなら銀河鉄道999 アンドロメダ終着駅』のその後を描くストーリーで、地球に戻った鉄郎とプロメシュームの跡を継いだメーテルが登場する。後述の『GALAXY EXPRESS 999 ULTIMATE JOURNEY』と設定面の共通が多い。

## 小説
劇場用長編アニメ第1作と第2作『さよなら銀河鉄道999』が各社からノベライズされている。このほかに、オリジナル作品として下記の作品がある。
GALAXY EXPRESS 999 ULTIMATE JOURNEY
『銀河鉄道999 エターナル・ファンタジー』完結編として松本零士が用意したプロットを小説化。著者は和智正喜。当初は同人誌として発行され、2012-2013年にグライドメディア発行より上下全2巻が発行。ダークィーン、メタノイドとの対決に過去の数々の松本作品のキャラクターが登場する。

## CM
- 花の万博『ジャスコ アドベンチャークルーズ』（1990年） - メーテルがイメージキャラクターになっており、メーテルによるウォーターライドのTVCMも作られた。
- サントリー清涼飲料水『DAKARA』（2006年） - TVCM。バラード調でメーテルが「ジョジョビジョ」と歌うと鉄郎が「ブァー」と合いの手を入れる。
- パソコン教室アビバ『Excel無料体験セミナー』（2013年） - TVCM[35]。競演は鷲巣あやの。スキルUPエクスレスというオリジナル列車に乗ってメーテルが現れる内容で、「スキルUPエクスプレス PC」篇、「スキルUPエクスプレス 無料体験」篇、「キャリアUPエクスプレス 資格」篇の3本放送。
- チャップアップ『メーテル、髪、輝いテル』（2017年） - 育毛シャンプー&トリートメント剤のイメージキャラクター[36]。

## ゲーム
フリーダムファイター
劇場版第1作と第2作の映像を流用した1987年のガンシューティングゲーム式レーザーディスクゲーム。ミレニアムゲームプロダクツから発売。海外のみリリースで、日本には輸入されてはいなかった。一部では新規制作されたシーンが追加され、劇場版では登場しなかったオートバイ、スポーツカー、トラックの3種類のホバーカーに加え、サイドカー、タクシーなどが登場する。また、トラックのみルートが若干異なる。
銀河鉄道999 エターナル・ファンタジー運転シミュレーション
インナーブレインより発売されたパソコンゲーム。1998年9月21日発売。劇場版第3作『エターナル・ファンタジー』を基にしたシミュレーションゲームで、Windows 95&98、Macで使用できるハイブリッド仕様となっている。プレイヤーは輝く蛍の星、惑星テクノロジアに向け999号を運転していくという内容。
松本零士999 〜Story of Galaxy Express 999〜
バンプレストより、プレイステーション用ゲームとして2001年6月28日発売。ジャンルはアクションアドベンチャー。『999』の世界観をベースとして、『ハーロック』、『エメラルダス』、『ヤマト』などの作品とリンクした内容となっている。
銀河鉄道999 ギャラクシーエキスプレス
2001年にセガ（後のセガ・インタラクティブ）から発売。同社のメダルゲーム、『ギャラクシードリーム』のバーションアップ版で本作をモチーフとしており、基本的な遊び方はギャラクシードリームと同じ。6ステーション・最大12人同時プレーが可能な中型プッシャーゲーム。筐体はギャラクシードリームと同様のものを利用しており、筐体中央には999号がメダルを乗せて周回する。
銀河鉄道999DS
ニンテンドーDS用ソフト。カルチャーブレーンより、2010年10月14日発売。ジャンルはシミュレーションとボードゲーム。当初は9月23日の発売を予定していた。通常版と、メーテルの声による目覚まし時計とメーテルのフィギュア2体を同梱した限定版（プレミアムBOX）の二種類がある。終着駅は惑星プロメシュームとなっており、テレビアニメ版を元にした内容となっている。
また、日本テレネットから原作版を基にしたメガCD用のアドベンチャーゲームとして発売が予定されていたが、未発売に終わっている。この未発売ゲームについては2013年8月9日発売の『アドベンチャーゲームサイドvol.1』で言及されているほか、『ゲームラボ 2009年6月号』でも言及されており、同誌のインタビューを受けたゲーム製作スタッフの遠藤正二朗によると、野沢雅子、池田昌子、肝付兼太の3名によるビジュアルシーンのアフレコ自体は全て終了していたとのことである。

## パチンコ・パチスロ
パチンコ
- CR銀河鉄道999（2008年、豊丸産業）
- CRびっくりぱちんこ銀河鉄道999（2011年、京楽産業.）
- CR銀河鉄道999（2017年、平和）[39]
- P銀河鉄道999 PREMIUM（2020年、アムテックス）[40]
- P銀河鉄道999 Next Journey（2020年、アムテックス）[41]

パチスロ
- パチスロ銀河鉄道999（2012年、山佐）

## 電子配信
まんが動画『銀河鉄道999』
本作は携帯電話やパソコン向けにデジタル配信も行われているが、「漫画ともアニメとも違う新ジャンル」という触れ込みで登場したiPhone、iPad用配信コンテンツ「まんが動画」第1弾として、原作第1話が2011年1月4日より配信されていた。
これは彩色を施した漫画の原画を使用し、それに音声をつけて動かしたりして見せていくというものである。コンテンツ制作はモーションメディアが担当。テーマ曲として★STARGUiTARの「"PiECE"」が、挿入曲としてピアニスト・豊田裕子による「銀河への旅立ち」が使われている。なお、声優はアニメ版とは異なる。
現在は配信を終了しているが、動画投稿サイトのYouTubeなどでプロモーション映像を見ることができる。

## 鉄道事業者とのコラボレーション

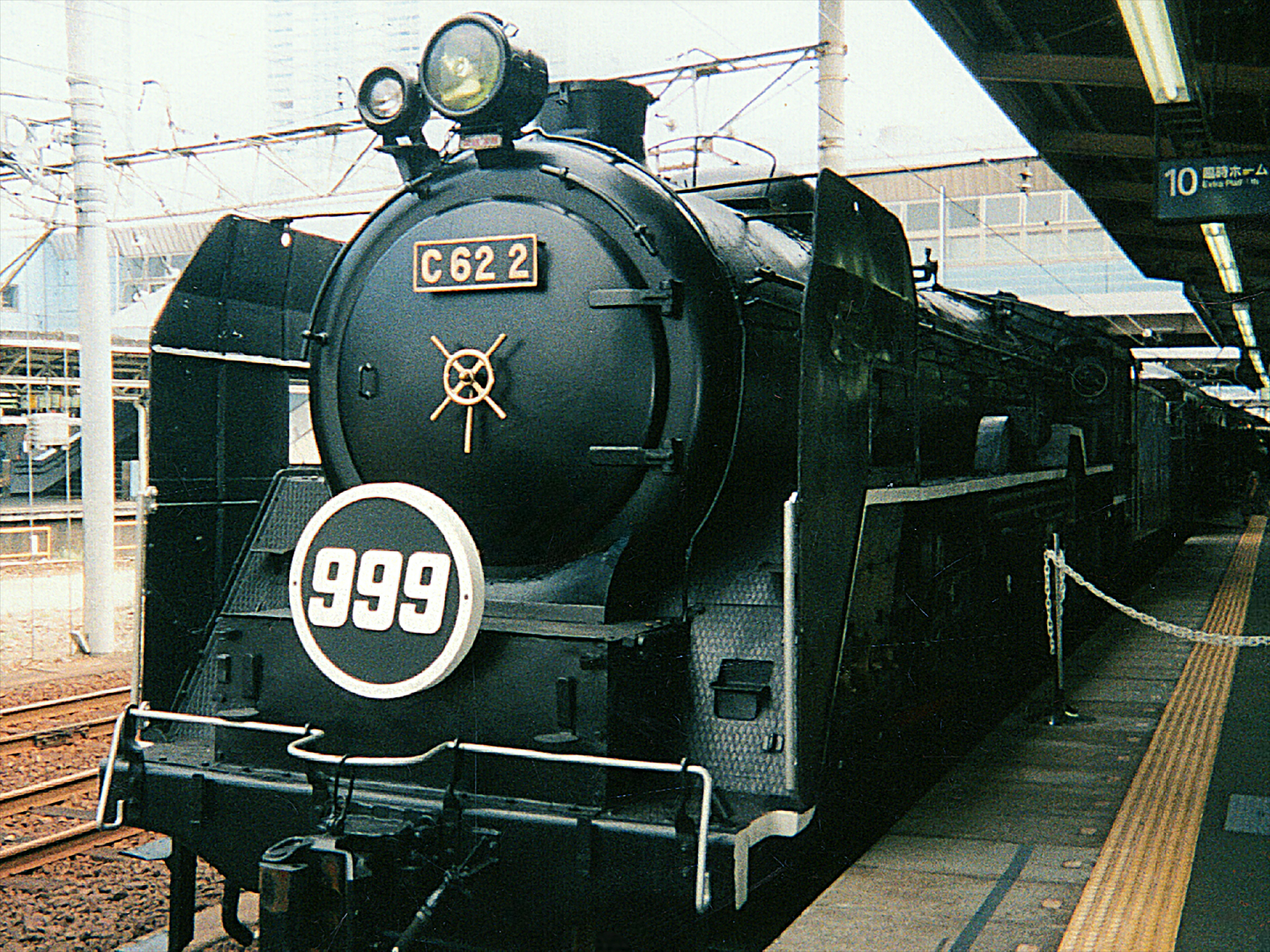
品川駅10番線で展示中のC62 2（1999年）

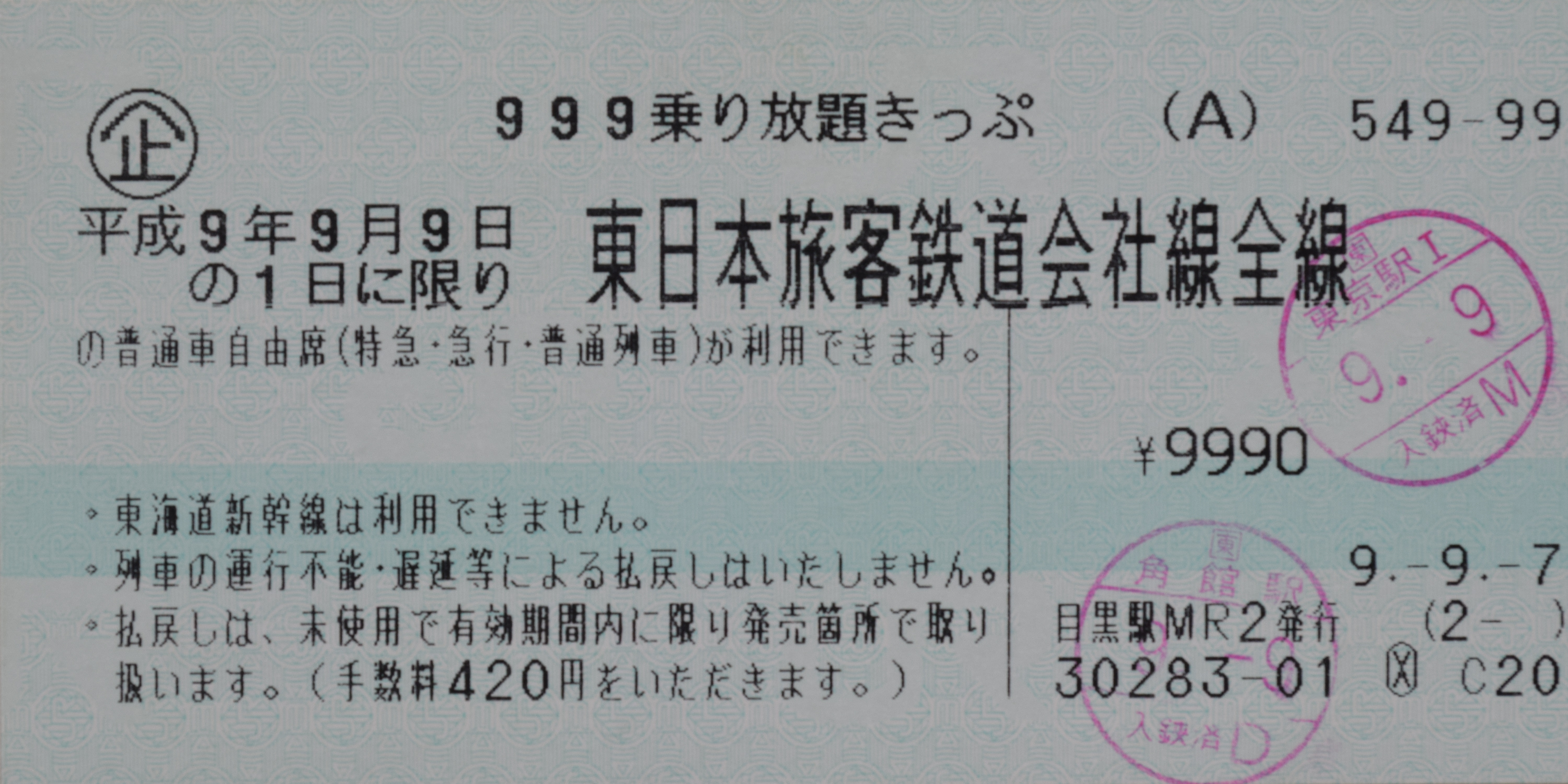
999乗り放題きっぷ

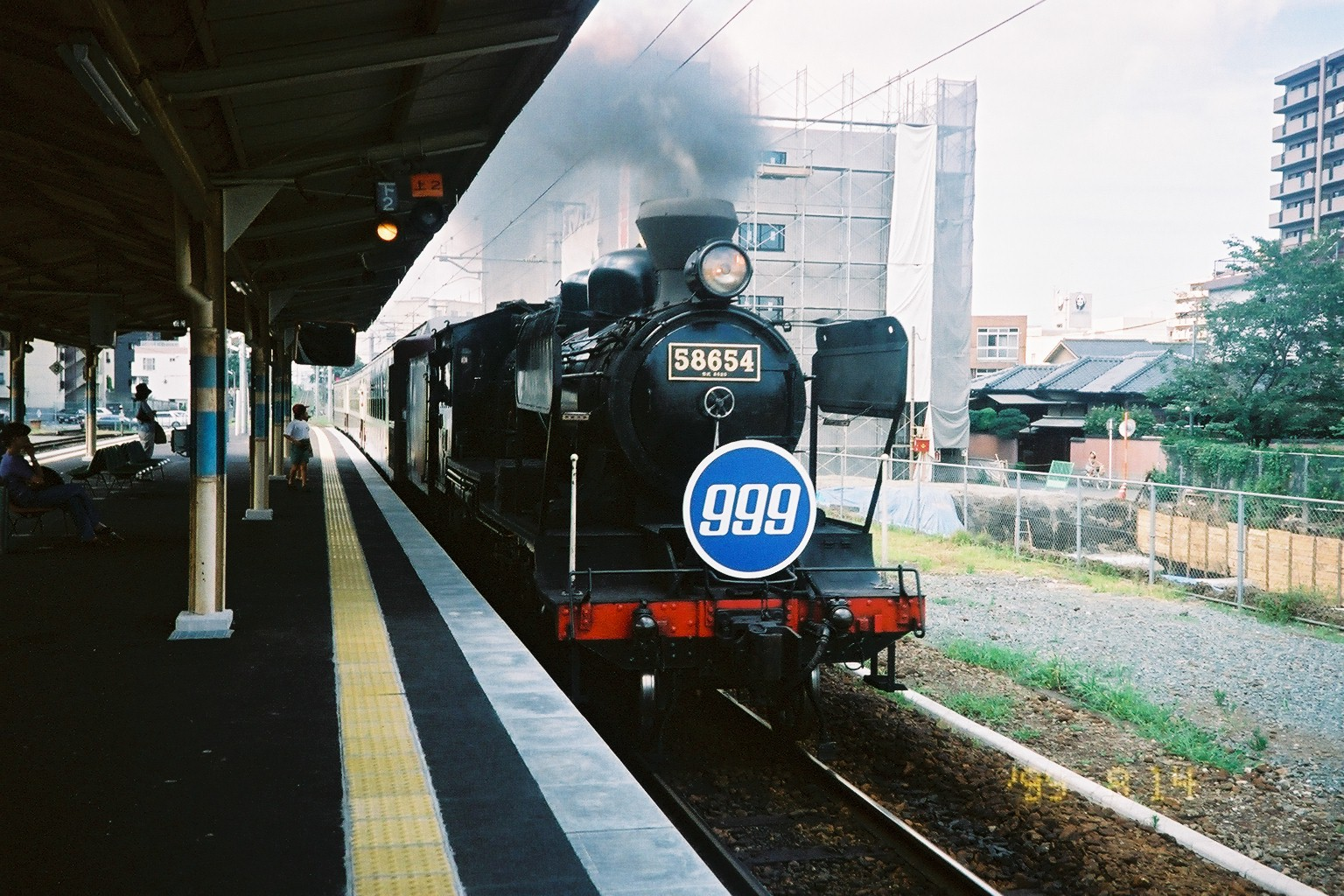
「銀河鉄道999号」正面（1999年）

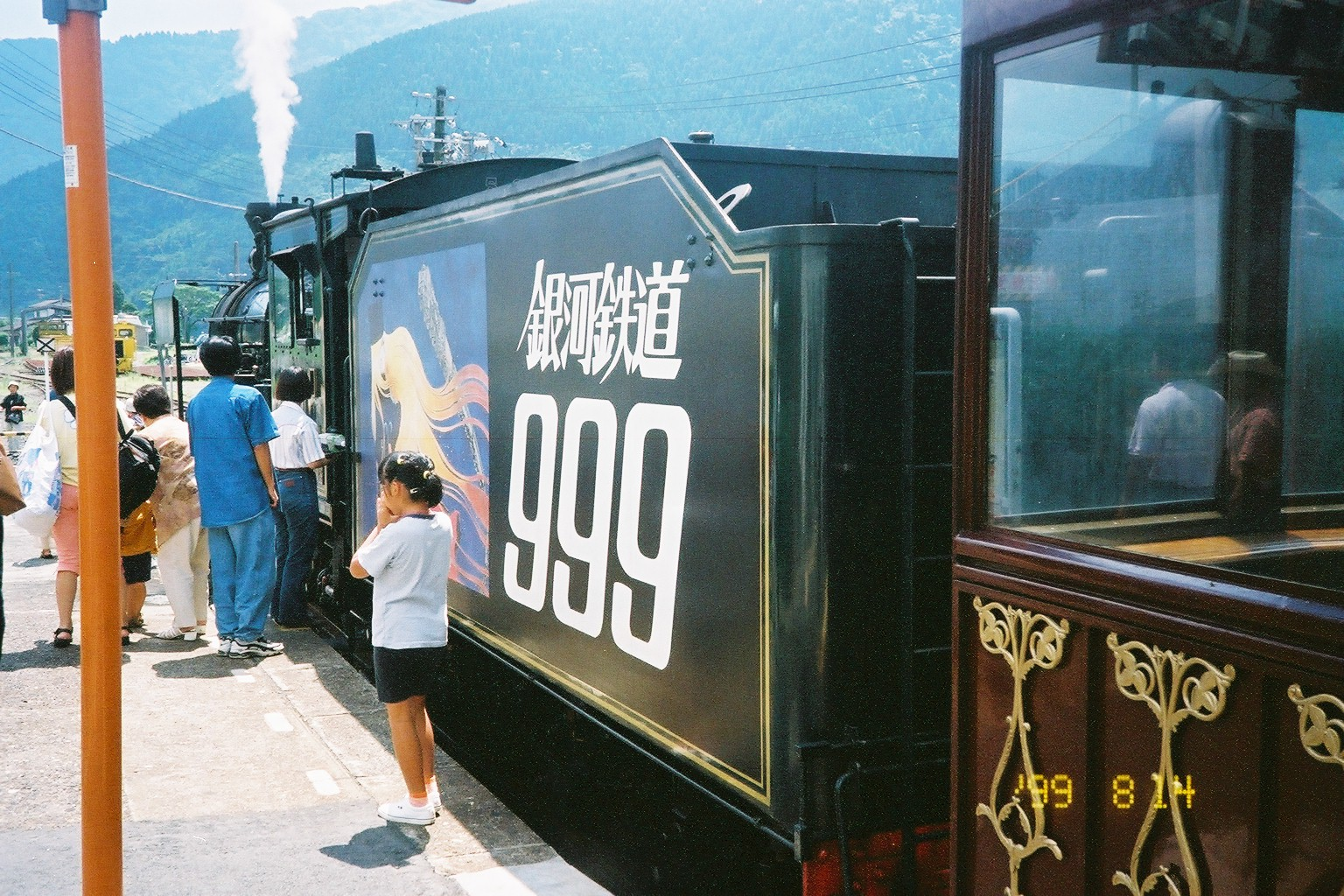
「銀河鉄道999号」炭水車（1999年）

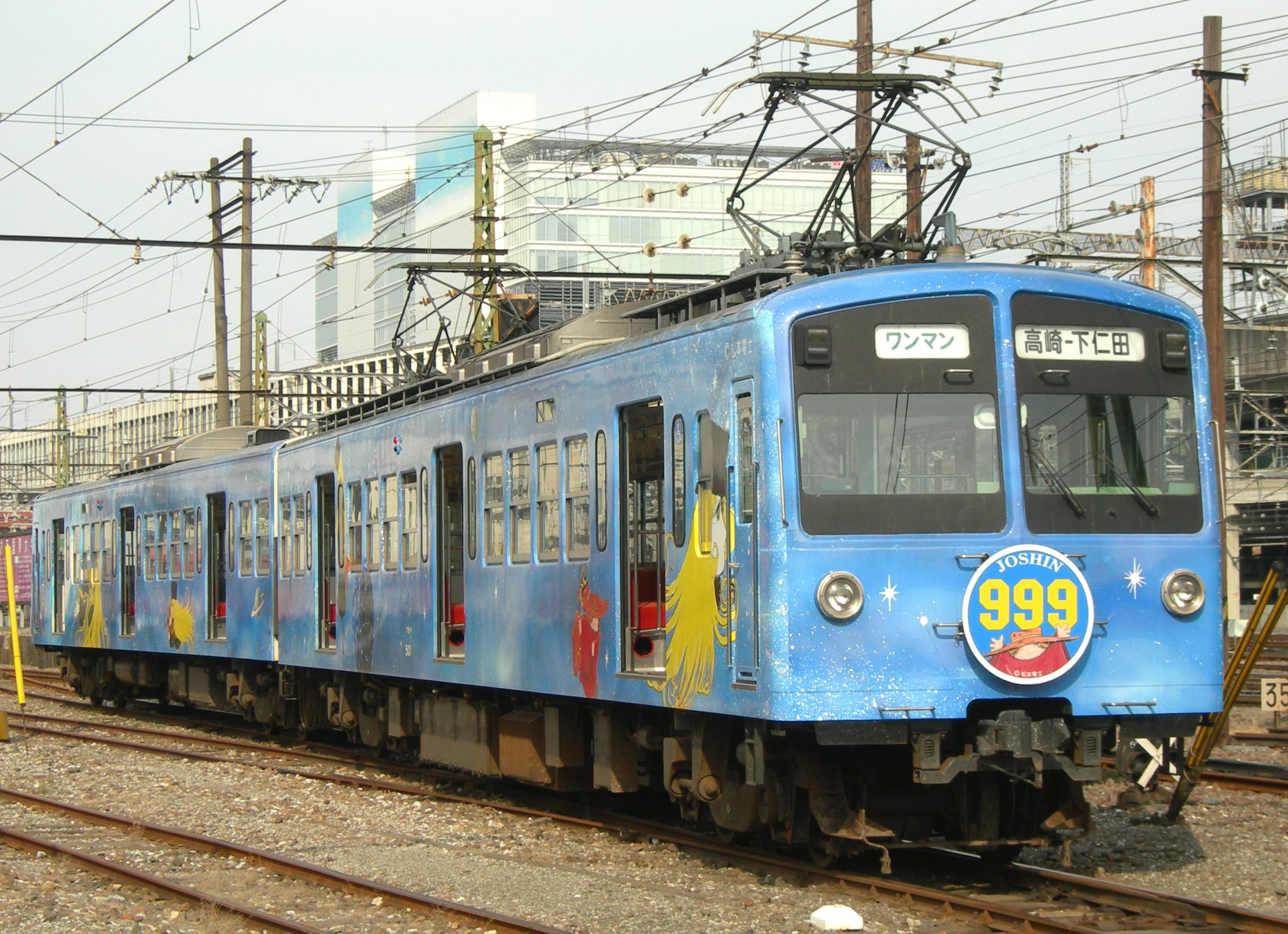
「銀河鉄道999号」（2009年）

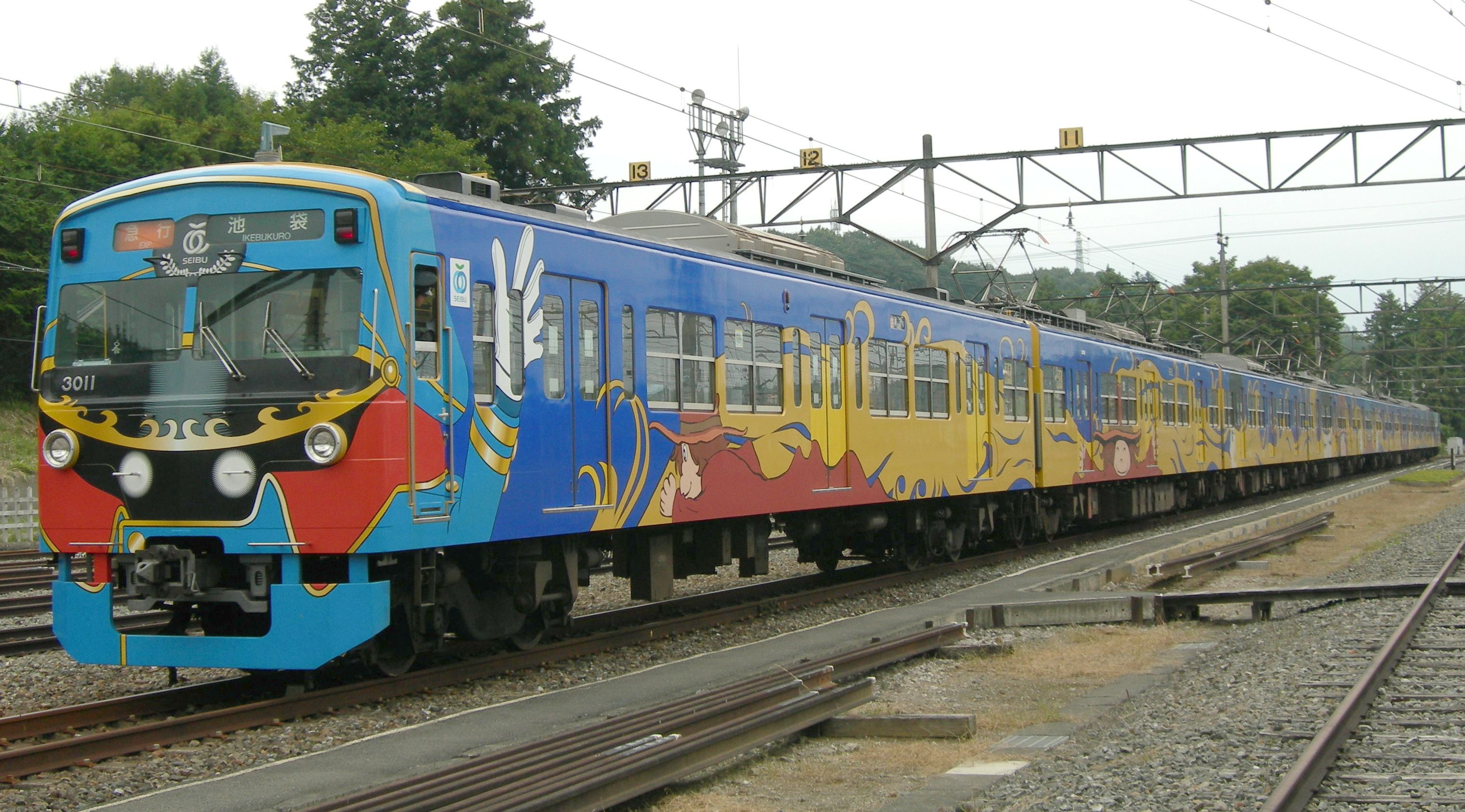
初代「『銀河鉄道999』デザイン電車」（2010年）

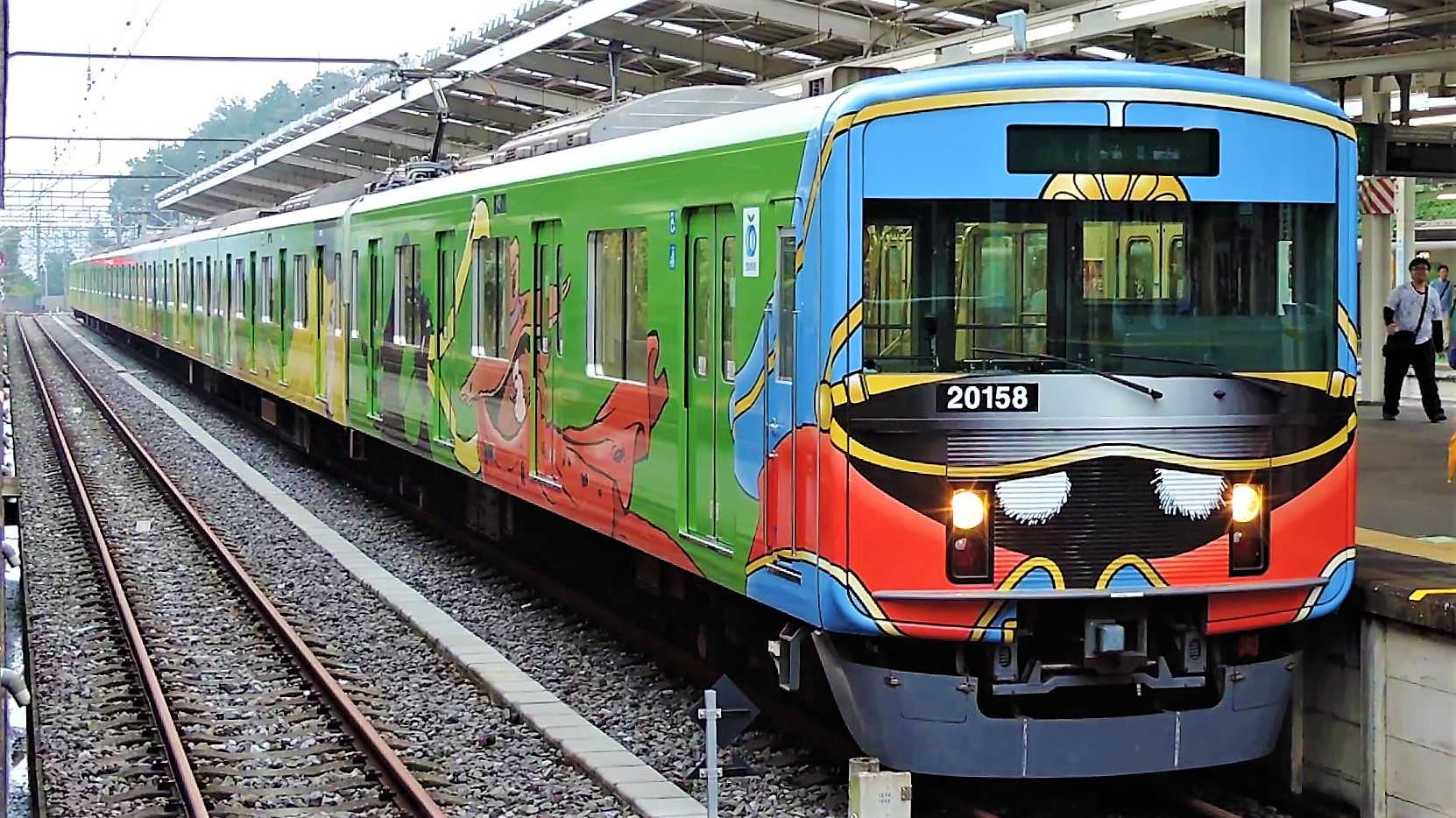
2代「銀河鉄道999デザイン電車」（2016年）

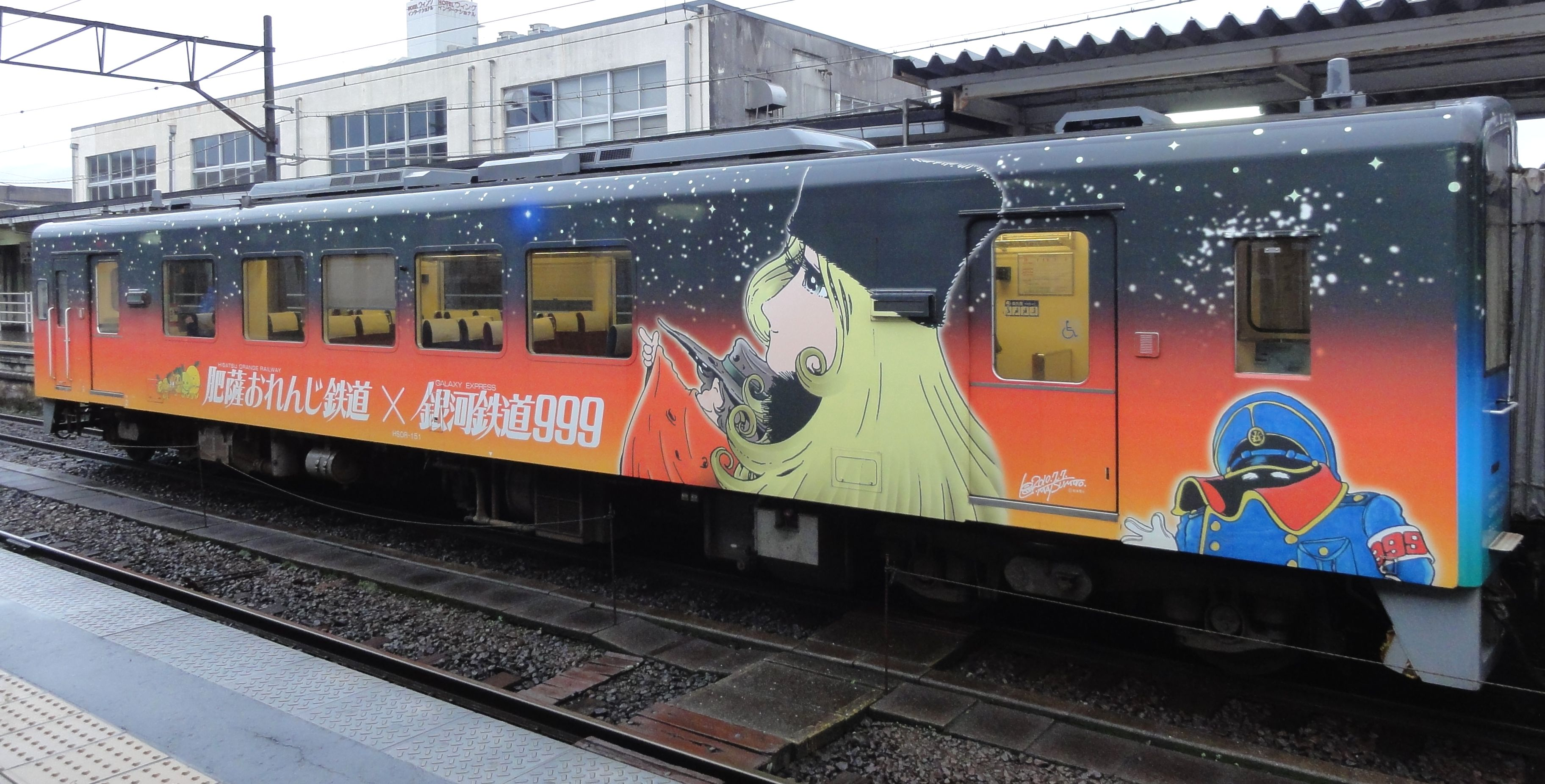
「銀河鉄道999号」（2012年）

本作は鉄道に関する作品であるため、現実の鉄道事業者とコラボした臨時列車・団体専用列車やラッピング車両の運行などが行われてきた。
日本国有鉄道（国鉄）
1979年（昭和54年）7月22日 - 23日の2日間、劇場版第1作とタイアップしたミステリー列車（団体専用列車）として、上野駅 - 烏山駅間に「銀河鉄道999号」が運行された。発売当初は「行き先不明のミステリートレイン」という触れ込みで、事前に多く報道されたためこの列車は話題となった。延べ2日間・2往復の募集定員は列車名をもじった999名であったが、申込・抽選会場となった上野駅前は長蛇の列となり、チケットの競争率が70 - 80倍になったという。
12系客車9両編成。松本零士が車掌として乗務していただけでなくアニメ版のキャストも多数乗車し、星野鉄郎役の野沢雅子、メーテル役の池田昌子、車掌役の肝付兼太、ハーロック役の井上真樹夫、クレア役の麻上洋子などが同乗した。終着駅で下車した付近の会場で劇場版第1作の試写会を行う予定だったが、トラブルにより全ての上映ができなかったため、作者である松本零士本人が舞台に上がり陳謝するとともに、ミステリートレインのチケットを映画館に持っていけば無料で見られるという説明を行った。
烏山駅はその後も数年間、駅玄関にアンドロメダステーションの看板を設置していた。この列車は、その後国鉄・JR各線で多く見られるミステリートレインの嚆矢ともなり、この他にも夏休み期間中に各地で「銀河鉄道999号」の運行が行われた。
このほか直接のタイアップ企画ではなかったが、アニメ版TVスペシャルのオープニングには「SLやまぐち号」の映像が使用された（車体のロゴなどは合成で再現）。
東日本旅客鉄道（JR東日本）
1997年に「平成9年9月9日」を記念したミステリー列車のツアーが企画され、松本零士も同行した。品川駅を出発し、御殿場線を経由して沼津駅で折り返し、帰りは貨物専用の神奈川臨海鉄道を経由した。
また、JR東日本全線が1日乗り放題の「999乗り放題きっぷ」を9,990円で発売した。
1999年8月1日 - 9月12日には、品川駅にて「アニメドリームトレイン1999」が催されたが、その際には梅小路蒸気機関車館に動態保存されているC62 2 が貸し出され、999のヘッドマークを付けて展示された。イベントスペースとして、当時廃車予定だった113系・103系が客車を模したぶどう色2号に塗装されて使用されていた。
西日本旅客鉄道（JR西日本）
2016年（平成28年）3月より、山陽新幹線の新神戸駅・岡山駅・広島駅・小倉駅・博多駅の発車予告音（発車メロディー）として、映画版アニメ主題歌の『銀河鉄道999』が使用されている。
九州旅客鉄道（JR九州）
1999年（平成11年）7月18日 - 8月31日、臨時快速列車「あそBOY」を「銀河鉄道999号」として運行した。機関車には999のヘッドマークを装着し、炭水車にはメーテルと星野鉄郎のイラストが掲示された。また、スタンプラリーの実施や、特製のオレンジカードの発売が行われた。
1999年9月9日、九重町で開催されるイベントに合わせて、久大本線の大分駅と豊後中村駅の間で「999号」を運行した。機関車は「999」のヘッドマークを付けたDE10形ディーゼル機関車で、車体の一部にイラストをあしらった4両編成の12系客車を牽引した。
北海道ちほく高原鉄道
2002年（平成14年）11月2日から、ふるさと銀河線で、メーテルや星野鉄郎のイラストをラッピングした車両が運行された。メーテルの髪の色が白のものと黄色のものがあり、一般公募によってそれぞれ「999ホワイト号」「999イエロー号」と命名された。車内にもイラストが掲示されており、2006年4月21日の廃線の日まで走り続けた。廃線後もこの外観を維持したまま旧陸別駅構内で動態保存されている。
上信電鉄
2008年（平成20年）10月から2012年（平成24年）9月まで、500形1編成にメーテル・星野鉄郎・車掌のイラストをラッピングした「銀河鉄道999号」が運行されていた。
西武鉄道
2009年（平成21年）5月1日より、西武鉄道の3000系1編成にメーテル・星野鉄郎・車掌のイラストをラッピングした「『銀河鉄道999』デザイン電車」が運行され、2014年（平成26年）12月20日の西武球場前駅 → 池袋駅間の臨時列車（松本零士もゲストとして乗車）まで運転された。その後2016年（平成28年）10月8日より、20000系電車1編成を使用した2代目の「銀河鉄道999デザイン電車」が運行され、2019年（平成31年）3月まで運転された。
大井川鉄道（現・大井川鐵道）
1997年9月6日に「平成9年9月9日」を記念して、銀河鉄道999記念「夜行SL列車」が走った（9月9日が平日のため、やむなく9月6日に走らせた）。C56 44とC11 227による重連運転で、その上り列車がC56 44牽引の夜行列車であった。「999」のヘッドマークをつけての転車台撮影もあり、このときの帰りの夜行は会員制のビール列車として運行された。
北九州高速鉄道
2010年（平成22年）3月27日より、1000形にメーテル・星野鉄郎・車掌のイラストをラッピングした「『銀河鉄道999』ラッピングモノレール」が運行されている。出発式当日、小倉駅では、松本零士やアジアンビートコスプレ大使が参加した出発式が行われ、記念乗車券の発売などが行われた。
肥薩おれんじ鉄道
2010年（平成22年）7月7日より2015年（平成27年）10月3日まで、HSOR-100形のイベント兼用車1両にメーテル・星野鉄郎・車掌のイラストをラッピングした「銀河鉄道999号」が運行されていた。運行開始に合わせ、記念入場券の発売などが行われた。

## 著名人のファン
元SMAPの木村拓哉は、本作のファンであることをバラエティー番組『SMAP×SMAP』で公言しているほか、同番組内で本作をネタにしたコント「アルカディア」ではハーロックに扮し、原作者の松本とも共演している。詳細は木村の項を参照。
ファッションモデルの杏も本作のファンである。2009年9月9日に劇場版3作品のBlu-rayビデオ発売記念として同年8月8日 - 14日に劇場版第1作HDリマスター版を上映したイベント「銀河鉄道999映画祭」では、初日の8月4日を「スペシャルナイト」と銘打ち、東京・新宿バルト9で開かれた舞台挨拶にてメーテルの姿で登場。原作者の松本零士、野沢雅子、池田昌子、タケカワユキヒデらと共に出演した。杏は2010年8月9日から8月13日にかけてNHK-BS2で5夜連続で放送された「全駅停車!銀河鉄道999全部みせます」でもメーテルの姿に扮して出演している。

## その他
- かつてエプソン 品川アクアスタジアム内のアトラクションに、本作をモチーフにした屋内型コースター『ギャラクシーエクスプレス999』があった。999関連のグッズショップも併設されていたが、2014年10月末に営業終了となった。
- 日本郵政公社が2006年2月1日に特殊切手『アニメヒーローヒロインシリーズ』として、銀河鉄道999の郵便切手10種を発行した[46]。デザインはテレビアニメ版に即したものであり、クレアと車掌のほか森木豊や機械伯爵なども描かれている。また999もC62の50号車が描かれている。また、ハーロックとエメラルダスも登場している。なお切手の印刷はフランスのカルトール社が担当している。
- 2007年には、吹奏楽の人気シリーズであるニュー・サウンズ・イン・ブラスにおいて、ささきいさおの歌う「銀河鉄道999」（テレビ版）とゴダイゴの歌う「銀河鉄道999」（劇場版）、「宇宙戦艦ヤマト」の3曲をメドレーにした曲も作られている。
- 1999年に敦賀港開港100周年記念事業として、福井県敦賀市が市内に「銀河鉄道999」および「宇宙戦艦ヤマト」のモニュメント計28点が整備された。これは、敦賀港が古くから貿易や交通などで重要な役割を担ってきたことや、明治時代に欧亜国際連絡列車が東京から同港まで運行されていたことなど、鉄道と船が登場する銀河鉄道999と宇宙戦艦ヤマトのイメージと合致したためである[47]。
- 2007年に漫画の誕生30周年を祝して、英連邦ツバル政府から1オンス金貨と5オンス銀貨で記念貨幣が発行された[48]。また、2013年に松本零士画業60周年を記念して英連邦クック諸島政府から発行された金貨・銀貨にも本作の星野鉄郎、メーテル、999号の図柄が用いられている[49]。
- JTB時刻表の創刊999号となる2009年4月号の表紙に、「銀河鉄道999」の999号とメーテルが起用された。漫画の登場人物が同誌の表紙を飾るのはこれが初である[50][51][52]。
- 『宇宙怪獣ガメラ』では、ガメラと一緒に999号が宇宙を飛翔するシーンがある。映像はアニメからの流用[53]。
- 2012年の九州新幹線全通時には箱に「銀河鉄道999」がデザインされた駅弁が発売された。これは作者が九州新幹線沿線の福岡県久留米市出身である縁から。
- 作者が練馬区の名誉区民であるため、「アニメのまち練馬区」をPRする活動にも積極的に参加している。同区の住民票の写し、戸籍に関する証明、課税証明書などの各証明書の発行用紙には「銀河鉄道999」の999号、メーテル、鉄郎、車掌さんのイラストが印刷されている（2009年8月3日 - 2013年8月2日までの期間限定）。また、2012年8月1日からは、原動機付自転車のナンバープレートに、メーテルのカラーイラストを描いたオリジナルプレートを製作。5,000枚限定で交付。
- 作者の住む大泉学園では「アニメと映像・銀河鉄道999の街」をキャッチコピーに掲げている。駅構内には車掌さんの等身大人形が設置されている。駅前の商店街は「ゆめーてる商店街」と名称を変更し、イメージキャラクターにメーテルを起用していた。しかし、2012年8月3日、作者自らデザインしたオリジナルキャラクター「ゆめーてるちゃん」を発表した。このキャラクターは、かぐや姫 - 1000年女王 - ◎ - 女王ラー・メタル - メーテル/クイーンエメラルダスに連なる系譜の「◎」に位置する（メーテルの先祖であるとしている）。現代に生きている小学生の設定[54]。
  - 2015年4月4日、大泉学園駅北口に直結する歩行者道路「大泉アニメゲート」に練馬区にゆかりのある漫画作品のブロンズ像を設置。松本作品からは銀河鉄道999が選ばれ、メーテルと鉄郎が寄り添ったブロンズ像が展示されている[55]。
- 2013年5月13日より、ジャパンネット銀行のローン広告に「銀河鉄道999」を起用された[56]。
- 2014年3月、東京都港区台場にあるシホテル グランパシフィック LE DAIBA（現グランドニッコー東京 台場）に本作品の世界観をイメージしたコンセプトルームが登場[57]。
- 2017年4月24日より期間限定で、アソビズムが配信するゲーム「ドラゴンポーカー」でコラボイベントを行った[58]。
- 2017年6月6日にメーテルと花王「ビオレ」がコラボレートし、松本描き下ろしのメーテルをデザインしたスキンケアアイテムが発売された[59]。
- 2018年8月28日より、松本零士原作による、石原まこちんがマンガを手がける新連載「THE銀鉄999（サンキュー）」が、ピッコマにてスタートした[60]。
- 2021年11月5日には新幹線変形ロボ シンカリオンZとコラボを開始し、シンカリオンZ H5系はやぶさの運転士として出演している。